# Spidskommen
Spidskommen (Cuminum cyminum) er en enårig, urteagtig plante med en opret og åbent forgrenet vækst. Spidskommen blev først brugt som lægemiddel i det gamle Egypten og blev først senere brugt som krydderi. I Danmark er den tidligere blevet brugt som en vigtig del af kærlighedsmidler.

## Beskrivelse
Stænglerne er hårløse og furede. De bærer spredte blade, der er uligefinnede eller dobbelt finnede. Småbladene er trådagtige og helrandede. Blomstringen sker på forskelligt tidspunkt alt efter voksestedet og fremspiringstidspunktet. Blomsterne sidder samlet i endestillede, flade skærme. De enkelte blomster er små og enten hvide eller lyserøde. Frugterne er nøddeagtige stenfrugter med hver én kerne. Frøene minder om Fennikel-frø, men er mindre og mere mørkfarvede.
Rodnettet består af en dybtgående pælerod, som kun bærer forholdsvist få siderødder. 
Højde x bredde og årlig tilvækst: 0,25 x 0,20 m (25 x 20 cm/år). Målene kan bruges til beregning af planteafstande i fx haver.

## Hjemsted
Da planten bliver dyrket alle vegne, hvor den overhovedet kan trives, kendes dens præcise hjemsted ikke, men da navnet formentlig kan afledes af et sumerisk ord, er det nærliggende at søge dens hjemsted i Mellemøsten. Den formodes at høre hjemme i steppe- eller ørkenagtige plantesamfund med sandet eller gruset jord en smule vinternedbør og langvarig tørke om sommeren. 
Ved Shahrood i Semnan provinsen, Iran vokser den sammen med bl.a. Alm. Berberis, Cikorie, Fennikel, Hjulkrone, Alm. Røllike, Alm. Syre, Dild, Eng-Gedeskæg, Glat Lakrids og Lancet-Vejbred.

## Indholdsstoffer
Planten indeholder mængder af duftende og biologisk aktive stoffer: 1,8-cineol, acetylkolin, aldehyd, alfa-fellandren, alfa-pinen, alfa-terpinen, alfa-terpineol, anisaldehyd, apiin, ascorbinsyre, beta-farnesen, beta-fellandren, betakaroten, beta-pinen, beta-sitosterol, beta-terpinen, bornylacetat, campesterol, carvol, caryofyllen, caryofyllen-oxid, cis-beta-farnesen, cumen, delta-3-caren, dipenten, elainsyre, eugenol, farnesol, fytosterin, gamma-terpinen, garvesyre, iso-caryofyllen, kamfen, kolin, limonen, linalool, luteolin, mannit, metylchavicol, myrcen, myrtenol, p-cymen, salicylat, stigmasterol, terpinen-4-ol, terpinolen, thymol, vitamin B1, vitamin B2, vitamin B3, xantofyl og æterisk olie.

## Anvendelse
Spidskommen blev først brugt som lægemiddel i det gamle Egypten og blev først senere brugt som krydderi. I Danmark er den tidligere blevet brugt som en vigtig del af kærlighedsmidler, da den blev anset for at fremme troskaben mellem to elskende. Frøene bruges enten hele eller stødt i blandt andet indisk og mellemøstlig madlavning og har en særpræget skarp smag. Spidskommen er smagsmæssigt en af de vigtigste ingredienser i Curry-krydderiblandinger, der anvendes i den indiske ret Curry. Spidskommen kan, trods navnet, ikke erstattes af almindelig kommen, da det er to forskellige planter med meget forskellige smagsnuancer. Også sortkommen er noget helt andet.